# سپاه انصارالمهدی زنجان

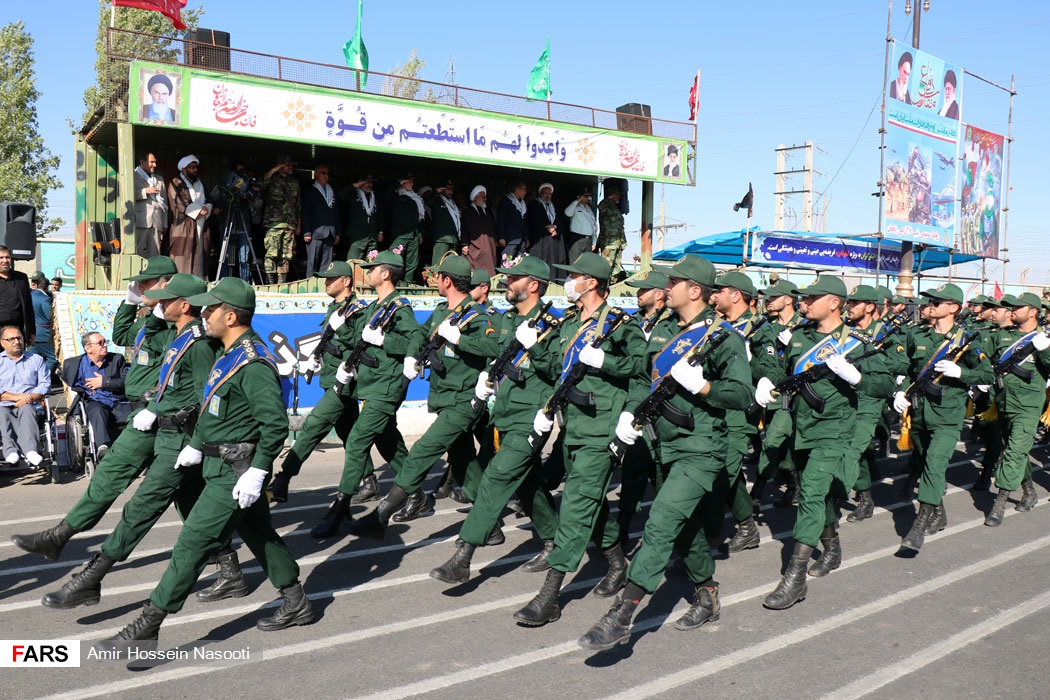
رژه نیروهای سپاه انصارالمهدی زنجان در سال ۱۳۹۸ به مناسبت سالگرد جنگ ایران و عراق

سپاه انصارالمهدی زنجان یگان نظامی-امنیتی و از سپاه‌های استانی زیرمجموعه سپاه پاسداران انقلاب اسلامی است، که ستاد فرماندهی آن در شهر زنجان مستقر می‌باشد و وظیفه فرماندهی و کنترل کلیه یگان‌های سپاه و بسیج مستقر در استان زنجان را برعهده دارد. مهم‌ترین یگان‌های زیرمجموعه این سپاه، تیپ ۳۶ انصارالمهدی از نیروی زمینی سپاه و ۸ سپاه ناحیه‌ای (نواحی بسیج شهرستان‌های استان) همچون سپاه زنجان، سپاه طارم و سپاه ابهر می‌باشند. در حال حاضر سرتیپ‌دوم پاسدار جهانبخش کرمی فرماندهی سپاه انصارالمهدی زنجان را برعهده دارد.